# John Pegram
John Pegram (16 novembre 1773 - 8 avril 1831) est un représentant des États-Unis de Virginie et major général au cours de la guerre de 1812.

## Biographie
John Pegram est le fils de Edward Pegram et Ann Lyle. Né dans la plantation Bonneville dans le comté de Dinwiddie, en Virginie, Pegram fréquente les écoles communes. En tant que jeune adulte, il occupe divers postes locaux, et sert ensuite en tant que membre de la chambre des délégués de Virginie de 1797 à 1801 et de 1813-1815. Il est membre du sénat de Virginie de 1804 à 1808.
Pegram est le major général de la milice de Virginie pendant la guerre de 1812 et a le commandement sur le terrain de toutes les forces de l'État. Après la guerre, il est nommé marshal des États-Unis pour le district est de Virginie, le 23 avril 1821.
Pegram, est élu en tant que démocrate-républicain au quinzième Congrès pour combler le poste laissé vacant par la mort du représentant des États-Unis Peterson Goodwyn. Il sert du 21 avril 1818 au 3 mars 1819. Il n'est pas candidat pour une réélection.
Il épouse Martha Ward Gregory. Trois de ses petits-fils deviendront d'importants officiers confédérés de l'armée de Virginie du Nord pendant la guerre de Sécession : John Pegram, William Ransom Johnson Pegram et Richard Gregory Pegram, Jr.
Il décède à son domicile dans la comté de Dinwiddie, et est enterré dans la plantation familiale.